# Joiner (linguagem de programação)
Joiner é uma linguagem de programação do padrão xBase, semelhante ao Clipper. Desenvolvida na década de 80 por uma empresa brasileira Tuxon que tinha como principais vantagens permitir que um mesmo fonte pudesse ser compilado e executado em ambiente DOS e Unix.
Assim como o Clipper, vem se tornando obsoleta (na opinião de alguns) devido a novas tecnologias disponiveis nas linguagens orientadas a objeto, como o Delphi.
O Joiner oferecia muitas vantagens em relação ao Clipper e outro xBase's, além de rodar perfeitamente em Unix e Dos, em redes locais e servidores, tinha muita estabilidade. O banco de dados nativo era o mesmo do dBase e Clipper, arquivos.DBF, com pequenas diferenças nos índices e cabeçalhos, que podiam ser transformados sem recriar as tabelas.
Foi, por muito tempo uma das melhores opções para desenvolver aplicativos gerenciais e utilitários mais críticos, que podiam intercalar C e assembler no mesmo projeto, tornando possível fazer praticamente qualquer tarefa com ele.